# Paris Saint-Germain FC

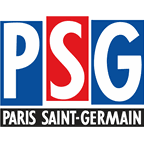
Logo-ul din perioada 1992–1996

Logo-ul precedent (2002-2013)

Paris Saint-Germain Football Club, pe scurt PSG, este un club de fotbal din Paris, Franța, care evoluează în Ligue 1.
Clubul a fost fondat la 12 august 1970, în urma fuziunii dintre Paris FC și Stade Saint-Germain. PSG joacă în Ligue 1, din 1974 și este una dintre cele mai titrate echipe din fotbalul francez, fiind recordmena de trofee în Ligue 1, cu 13 titluri, pe lângă care a mai cucerit 15 Cupe ale Franței, 9 Coupe de la Ligue și 13 Trophée des Champions (Supercupa Franței). Paris Saint-Germain, împreună cu Olympique de Marseille, este unul dintre cele doar două cluburi franceze care a câștigat un trofeu european major, cucerind Cupa Cupelor UEFA în 1996 și UEFA Champions League în 2025.

## Palmares

### Național
| Competiții         | Campioană | Sezoane                                                                                  |
| ------------------ | --------- | ---------------------------------------------------------------------------------------- |
| Ligue 1            | 13        | 1986, 1994, 2013, 2014, 2015, 2016, 2018, 2019, 2020, 2022, 2023, 2024, 2025             |
| Cupa Franței       | 16        | 1982, 1983, 1993, 1995, 1998, 2004, 2006, 2010, 2015, 2016, 2017, 2018, 2020, 2024, 2025 |
| Supercupa Franței  | 13        | 1995, 1998, 2013, 2014, 2015, 2016, 2017, 2018, 2019, 2020, 2022, 2023, 2024             |
| Cupa Ligii Franței | 9         | 1995, 1998, 2008, 2014, 2015, 2016, 2017, 2018, 2020                                     |
| Ligue 2            | 1         | 1971                                                                                     |

- Note:      record
- Referințe:[4][5][6][7][8]

### Competiții Internaționale UEFA - FIFA
| Competiții                      | Campioană | Sezoane | Finalistă | Sezoane |
| ------------------------------- | --------- | ------- | --------- | ------- |
| UEFA Champions League           | 1         | 2025    | 1         | 2020    |
| Supercupa Europei               | 1         | 2025    | 1         | 1996    |
| Cupa Cupelor                    | 1         | 1996    |           |         |
| Cupa Intertoto                  | 1         | 2001    |           |         |
| Cupa Mondială a Cluburilor FIFA |           |         | 1         | 2025    |

- Referințe:[9][10][11][12][13][14][15][16]

### Turnee Amicale Internaționale
| Competiții                          | Campioană | Sezoane                                  |
| ----------------------------------- | --------- | ---------------------------------------- |
| Tournoi de Paris                    | 7         | 1980, 1981, 1984, 1986, 1989, 1992, 1993 |
| Tournoi de Paris Bercy              | 2         | 1987, 1990                               |
| Tournoi International de Libreville | 1         | 1979                                     |
| Tournoi International de Troyes     | 1         | 1980                                     |
| Tournoi de Mulhouse                 | 1         | 1985                                     |
| Tournoi de Jérusalem                | 1         | 1986                                     |
| Tournoi de Sedan                    | 1         | 1992                                     |
| Innsbruck Cup                       | 1         | 2011                                     |
| Acqua Lete Cup                      | 1         | 2014                                     |
| International Champions Cup         | 1         | 2015                                     |
| Trofeo de la Cerámica               | 1         | 2000                                     |
| Trofeo Ciudad de Palma              | 1         | 1982                                     |

- Note:      record
- Referințe:[17][18][19][20][21][22]

## Lot actual
La 18 august 2025.
| Nr. |               | Poziție | Jucător               |
| --- | ------------- | ------- | --------------------- |
| 33  | Franța        | M       | Warren Zaïre-Emery⁠(d) |
| 14  | Franța        | M       | Désiré Doué           |
| 4   | Brazilia      | F       | Lucas Beraldo⁠(d)      |
| 87  | Portugalia    | M       | João Neves            |
| 24  | Franța        | M       | Senny Mayulu⁠(d)       |
|     | Spania        | A       | Marco Asensio         |
| 19  | Coreea de Sud | M       | Lee Kang-in           |
| 3   | Franța        | F       | Presnel Kimpembe      |
|     | Portugalia    | M       | Renato Sanches        |
| 8   | Spania        | M       | Fabián Ruiz           |
| 21  | Franța        | F       | Lucas Hernández       |
| 10  | Franța        | A       | Ousmane Dembélé       |
| 28  | Spania        | M       | Carlos Soler⁠(d)       |

| Nr. |            | Poziție | Jucător                        |
| --- | ---------- | ------- | ------------------------------ |
| 2   | Maroc      | F       | Achraf Hakimi                  |
| 39  | Rusia      | P       | Matvei Safonov⁠(d)              |
|     | Franța     | A       | Randal Kolo Muani              |
| 9   | Portugalia | A       | Gonçalo Ramos                  |
| 7   | Georgia    | M       | Khvicha Kvaratskhelia          |
| 17  | Portugalia | M       | Vitinha                        |
| 80  | Spania     | P       | Arnau Francisco Tenas Bazan⁠(d) |
| 51  | Ecuador    | F       | Willian Pacho                  |
| 25  | Portugalia | F       | Nuno Mendes                    |
| 30  | Franța     | P       | Lucas Chevalier⁠(d)             |
| 6   | Ucraina    | F       | Illya Zabarnyi⁠(d)              |
| 29  | Franța     | A       | Bradley Barcola                |
| 5   | Brazilia   | F       | Marcos Aoás Corrêa             |

### Jucători împrumutați
| Nr. |          | Poziție | Jucător                           |
| --- | -------- | ------- | --------------------------------- |
|     | Brazilia |         | Gabriel Moscardo⁠(d) (la SC Braga) |

| Nr. |        | Poziție | Jucător                            |
| --- | ------ | ------- | ---------------------------------- |
|     | Franța |         | Yoram Zague⁠(d) (la F.C. Copenhaga) |